# Aljaksej Haŭrylovič
Aljaksej Viktaravič Haŭrylovič (in bielorusso Аляксей Віктаравіч Гаўрыловіч?, angl. Alyaksey Viktaravich Hawrylovich ; Pinsk, 5 gennaio 1990) è un calciatore bielorusso, difensore della Dinamo Minsk.

## Caratteristiche tecniche
È un difensore centrale.

## Palmarès

### Club

#### Competizioni nazionali
- Campionato bielorusso: 2

Dinamo Minsk: 2023, 2024
- Coppa di Bielorussia: 3

Naftan: 2011-2012
Dinamo Brest: 2016-2017, 2017-2018
- Supercoppa di Bielorussia: 2

Dinamo Brest: 2018
Dinamo Minsk: 2025